# Andrzej Duda
Andrzej Sebastian Duda (Krakov, 16. svibnja 1972.) je poljski političar, predsjednik države od 6. kolovoza 2015. do 6. kolovoza 2025.
2010. postao je gradonačelnikom Krakova 2011. bio je izabran zastupnikom Sejma. 2014. bio je izabran u Europski parlament. 2015. postao je kandidatom stranke Pravo i pravda (polj. Prawo i Sprawiedliwość) na predsjedničkim izborima. U prvom krugu dobio je 34,8 posto glasova i porazio je Bronisława Komorowskog. U drugom krugu pobijedio je i postao predsjednikom Poljske, dobivši 51,55 posto glasova. Preuzeo je dužnosti 6. kolovoza 2015.
Od 1994. oženjen je nastavnicom njemačkog jezika Agatom Kornhauser, s kojom ima kćer Kingu (rođena 1995.).
2016. postao je primatelj češkog Reda bijelog lava.

## Vanjske poveznice
- Andrzej Duda, Zastupnici Europskog parlamenta
- Magdalena Rubaj, Piotr Bugajski: Andrzej Duda. Prawdziwa historia. Warszawa: Ringier Axel Springer Polska, 2015. ISBN 978-83-7813-924-9. (polj.)